# Hertog van Richmond

Wapen van de hertog van Richmond, Lennox en Gordon

Hertog van Richmond (Engels: Duke of Richmond) is een Engelse adellijke titel.
De titel hertog van Richmond werd voor het eerst gecreëerd in 1525 door Hendrik VIII voor zijn bastaardzoon Henry FitzRoy. Na diens kinderloze overlijden in 1536 verviel de titel aan de kroon.
In 1623 creëerde Jacobus VI de titel opnieuw voor Ludovic Stewart, hertog van Lennox. Sindsdien zijn, op een korte onderbreking van 1624 tot 1641 na, beide hertogdommen steeds in een hand gebleven.
In 1641 werd de titel voor de derde keer gecreëerd (Ludovic Stuart was kinderloos gestorven waarmee de titel vervallen was), nu voor Ludovics neef James Stuart. In 1672 kwam de titel andermaal vrij, waarna Karel II zijn bastaardzoon Charles Lennox ermee begiftigde. Sindsdien is de titel in de familie Lennox gebleven. In 1876 werd de hertog tevens hertog van Gordon, waarmee hij de enige Britse edelman is die drie hertogdommen (namelijk Richmond, Lennox en Gordon) op zijn naam heeft staan.

## Hertog van Richmond en Somerset (1525)
- Henry FitzRoy, 1e hertog van Richmond en Somerset (1525–1536)

## Hertog van Richmond, Eerste Creatie (1623)
- Ludovic Stewart, 1e hertog van Richmond (1623–1624)

## Hertog van Richmond, Tweede Creatie (1641)
- James Stewart, 1e hertog van Richmond (1641–1655)
- Esmé Stewart, 2e Hertog van Richmond (1655–1660)
- Charles Stewart, 3e Hertog van Richmond (1660–1672)

## Hertog van Richmond, Derde Creatie (1675)
- Charles Lennox, 1e hertog van Richmond (1675–1723)
- Charles Lennox, 2e hertog van Richmond (1723–1750)
- Charles Lennox, 3e hertog van Richmond (1750–1806)
- Charles Lennox, 4e hertog van Richmond (1806–1819)
- Charles Gordon-Lennox, 5e hertog van Richmond (1819–1860)
- Charles Gordon-Lennox, 6e hertog van Richmond (1860–1903)
- Charles Gordon-Lennox, 7e hertog van Richmond (1903–1928)
- Charles Gordon-Lennox, 8e hertog van Richmond (1928–1935)
- Frederick Gordon-Lennox, 9e hertog van Richmond (1935–1989)
- Charles Gordon-Lennox, 10e hertog van Richmond (1989-2017)
- Charles Gordon-Lennox, 11e hertog van Richmond (2017-)